# Хајделберг (Пенсилванија)
Хајделберг (енгл. Heidelberg) град је у америчкој савезној држави Пенсилванија.

## Демографија
По попису из 2010. године број становника је 1.244, што је 19 (1,6%) становника више него 2000. године.
| Група             | 2000.         | 2010.         |
| Белци             | 1.193 (97,4%) | 1.181 (94,9%) |
| Афроамериканци    | 12 (1,0%)     | 29 (2,3%)     |
| Азијати           | 3 (0,2%)      | 5 (0,4%)      |
| Хиспаноамериканци | 7 (0,6%)      | 19 (1,5%)     |
| Укупно            | 1.225         | 1.244         |